# Libor Halík
Libor Serafim Halík (* 30. prosince 1966 Praha) byl knězem Pravoslavné církve v českých zemích a na Slovensku a je známý svým veřejným vystupováním proti umělým potratům a imigrantům. Bývá hostem různých televizních pořadů na toto téma, ale největší pozornosti médií vzbuzuje pro jeho veřejný občanský protest před brněnskou porodnicí na Obilním trhu. Od roku 2003 sám nebo se skupinou sympatizantů zde hlasitě zpívá žalmy, modlí se a rozdává informační letáky. Za tyto aktivity je kritizován především z důvodů vysoké hlasitosti projevu. Při protestech používá i megafon.
Libor Halík usiluje o zákaz umělých potratů a jde tedy o pro-life aktivistu. Vystupoval také proti uzákonění registrovaného partnerství, což někteří označili jako šikanu a jeho výroky jako militantní a nepravdivé.
Jeho dvouhodinový téměř každodenní protest budí smíšené reakce. Brněnští občané na něj podali stovky stížností a spor s městem došel až k soudu. Za své postoje byl urážen, napaden a bylo mu vyhrožováno zabitím. Mezi lety 2003 a 2006 byl třikrát v konfliktu s anarchisty. Libor Halík je účastníkem Pochodů pro život.
O knězi byl natočen krátký dokumentární film Pulec, králík a Duch svatý, který v r. 2007 odvysílala i Česká televize.
Ekumenický křesťanský portál Grano Salis, na který sám přispíval, mu udělil v r. 2008 anticenu Zlatá slza za sérii homofobních článků na tomto portále.
Ve sněmovních volbách 2021 neúspěšně kandidoval v Jihomoravském kraji za Volný blok.

## Osobní život
Narodil se 30. prosince 1966 v Praze. Matce prý narození syna sdělil anděl. Přesto byl vychováván v ateismu. Dětství prožil v Horních Počernicích. V Boha uvěřil v r. 1984. Ještě než se stal členem pravoslavné církve, navštěvoval coby věřící Církev bratrskou. V r. 1988 byl na vojně (po neznámou dobu). Roku 1995 byl v Olomouci ustanoven (vysvěcen) pravoslavným biskupem Kryštofem na presbytera (kněze).
Titul philosophiae doctor (Ph.D.) získal na Pravoslávné bohoslovecké fakultě Prešovské univerzity na Slovensku v roce 2002. Svou disertační práci měl na téma „Nepřátelé rodiny“ (o úpadku rodin a vymírání kdysi křesťanského národa v souvislostech s umělými potraty, rozvody, nekladení důrazu na mateřství, předmanželský sex, stejnopohlavní sex apod.). V České republice pracoval řádný duchovní správce olomoucko-brněnské eparchie. Je ženatý a má šest dětí (čtyři syny a dvě dcery). V roce 2004 Pravoslavná církevní obec v Brně se od Halíka distancuje v prohlášení o neslučitelnosti jeho činnosti s povoláním pravoslavného duchovního Pravoslavné církve v českých zemích a na Slovensku. Umí ruský jazyk.
Halíkův duchovní vzor je svatý Serafim Sarovský.

## Občanské protesty
Vedle občanských protestů v Brně byl také několikrát v Praze „U Apolináře“ (Gynekologicko-porodnická klinika VFN).
Své osobní přesvědčení proti umělým potratům dal také najevo poslancům Parlamentu ČR v r. 2004 rozesíláním emailů s výzvami k podpoře zákona o omezení provádění umělých potratů v ČR.
Jeho veřejné protesty proti umělým potratům schvaluje a uděluje mu požehnání biskup Simeon. Protesty provádí vždy ve svém kněžském rouchu (klerice). Dle svých slov protesty mají smysl – více než deseti ženám rozmluvil umělý potrat (údaj k r. 2006).
Halík se také ohradil proti textu knihy „Čítanka 8 pro ZŠ a víceletá gymnázia“. Čítanka s texty známého satirika François Cavanna prý uráží a hanobí jméno Ježíše Krista. Nakladatelství Fraus, které tuto čítanku vydalo, zvažovalo žalobu na Libora Halíka, ale nakonec k ní nedošlo.
Organizuje také modlitební pochody od kostela na porodnici na Obilním trhu.